# Coquitlam
Coquitlam (49°17′00″N 122°47′30″O / 49.28333, -122.79167) es una ciudad canadiense de la provincia de Columbia Británica. Es parte del Área Metropolitana de Vancouver, en el Distrito Regional del Gran Vancouver. Limita al oeste con Burnaby, y está ubicada a unos 10 km al este de la ciudad de Vancouver.

## Demografía
Cuenta con una población de 113,498 habitantes, según el censo de 2001.